# Dendrolobium quinquepetalum
Dendrolobium quinquepetalum là một loài thực vật có hoa trong họ Đậu. Loài này được (Blanco) Schindl. miêu tả khoa học đầu tiên.